# Frank McDonald
Frank Peach McDonald, född 24 juli 1888 i Shelburne, Ontario, död 1971, var en kanadensisk curlingspelare. Han var med i laget som kom delad tvåa i uppvisningsgrenen curling i de olympiska vinterspelen 1932 i Lake Placid.